# 樋澤泰二
樋澤泰二（ひさわ たいじ、1990年4月1日 - ）は、トップイーストリーグDiv.1クリーンファイターズ山梨に所属するラグビー選手。

## プロフィール
- 山梨県出身。
- 身長171cm、体重90kg
- ポジションはフッカー(HO)、プロップ(PR)。

## 略歴
中学時代は野球部に所属していた。
2009年、日川高校卒業後、東洋大学に入る。なお日川高校時代3度花園への出場経験がある。
2013年、東洋大学卒業後、東洋大学ラグビー部のコーチを務めた後に釜石シーウェイブスに加入。同年9月15日に行われたトップイーストリーグDiv.1第１節の日本IBMビッグブルー戦で途中出場ながら公式戦初出場を果たした。
2014年、トップリーグの東芝ブレイブルーパスとヤマハ発動機ジュビロにそれぞれ国内留学した。
2016年、TOSENクリーンファイターズに加入。